# McLean Park
El McLean Park es un estadio multipropósito localizado en Napier, Nueva Zelanda. Es utilizado principalmente para encuentros de rugby y críquet, y en menor medida para fútbol. Inaugurado en 1911, recibe su denominación en honor a Donald McLean, y cuenta con una capacidad para 22 500 espectadores.
Fue una de las sedes utilizadas en las Copas Mundiales de Rugby de 1987 y 2011, así como en la Copa Mundial de Fútbol Sub-17 de 1999. Entre 1993 y 1997 fue sede de las finales de la Copa Chatham, el torneo neozelandés de fútbol más antiguo. Los Hurricanes, participante del Super Rugby, acostumbran jugar algunos partidos por temporada en el McLean, así como el Wellington Phoenix, de la A-League, cuando visita Napier.

## Historia
El nombre del recinto fue dado en honor a Donald McLean, quien como «Native Minister» y «Government Land Commissioner», convenció a los maoríes de venderles grandes parcelas de terrenos a los colonos británicos. Aunque el suceso terminó acarreando en la Guerra de las Tierras de Nueva Zelanda, McLean se convirtió en un exitoso político, llegando incluso a ser superintendente de la provincia de Hawke's Bay.
En 1905 se creó un fideicomiso para construir una estatua en honor a él. Fue por eso que se compraron las tierras en el terreno en el que posteriormente se construiría el estadio. Desde entonces se convirtió en el principal recinto de la ciudad, siendo expandido de la capacidad original de 1000 espectadores a 22 500. Originalmente era utilizado principalmente para eventos como atletismo pero con el paso de los años su uso se expandió notablemente. En 1979 comenzó a recibir test matches de críquet, por lo que se convirtió en uno de los estadios principales donde se desempeñan los Black Caps. En 1987 fue una de las sedes de la primera Copa Mundial de Rugby y se expandió su uso a encuentros de fútbol cuando se le otorgaron las finales desde 1993 a 1997 de la Copa Chatham. En 1999 recibió la Copa Mundial de Fútbol Sub-17, el primer torneo de envergadura internacional de fútbol que acogió Nueva Zelanda. Nuevamente en 2011 volvió a ser uno de los estadios escogidos para el Mundial de Rugby. Cuatro años luego recibió tres encuentros de la Copa Mundial de Críquet.

## Usos
El estadio recibe generalmente partidos de críquet y rugby. La selección de críquet de Nueva Zelanda jugó en varias ocasiones test matches y One Day Internationals en el McLean. En 1979 empató con Pakistán, así como lo hizo con la India en 1990, Sri Lanka en 2005, las Indias Occidentales en tres ocasiones en 2008 y nuevamente con el elenco pakistaní en 2009. La única victoria de los Black Caps en un test match en el recinto de Napier se produjo el 26 de enero de 2012 contra Zimbabue. Por otra parte, perdió contra Inglaterra tres veces en 2008 y con Sri Lanka en tres ocasiones en 1995. En cuanto a los One Day Internationals, Nueva Zelanda le ganó a Australia en 1998 pero perdió en sus restantes cuatro presentaciones.
Los Hurricanes, a pesar de estar situados en Wellington, disputan uno o dos encuentros por temporada en el recinto de Napier. El equipo del Super Rugby, que incluye equipos de Australia, Argentina, Japón y Sudáfrica, además de Nueva Zelanda, aun así toma en cuenta al McLean como uno de los estadios donde ejerce la localía, aunque suele jugar en el Estadio Westpac. En cuanto al fútbol, previo a recibir la Copa Mundial de Fútbol Sub-17 de 1999, había sido designado por la Asociación de Fútbol de Nueva Zelanda, como el estadio en el que se disputará la Copa Chatham, principal competición con sistema de eliminación directa del país. Esto persistió entre 1993 y 1997, por lo que acogió cuatro partidos decisivos, incluyendo una derrota del Napier City Rovers por 3-2 ante el Central United de Auckland.